# Euphanerida
Los eufanéridos (Euphanerida) son un orden extinto de peces anaspidomorfos que vivieron en el Silúrico hasta el Devónico, se caracterizan por poseer un cuerpo blando y por la ausencia de ojos. Presentan una mancha frontal perfectamente circular, además de un aparato branquial muy alargado que cubre la mayor parte del cuerpo. Se clasifica en los géneros: Ciderius, Cornovichthys y Euphanerops.
Aunque algunos autores clasifican a Euphanerops como parte del orden Jamoytiiformes o como un anáspido, otros consideran a Jamoytius como parte de este orden. Además que Euphanerops es el único en poseer un par de aletas anales. Este orden se considera como un grupo troncal hacia los gnatóstomos. Sus fósiles se encuentran en Reino Unido y Canadá.